# تیسافورد
شهر تیسافورد (به مجاری: Tiszafüred) در یاس-نادی‌کون-سولنوک در کشور مجارستان واقع شده‌است. جمعیت این شهر ۱۱٫۵۱۸ نفر  است.